# Elulu
Elulu je uveden jako třetí král (tituloval se jako lugal) první dynastie z Uru na Sumerském královském seznamu, podle kterého vládl po 25 let. Byl pravděpodobně současníkem lagašského krále Eannutuma.